# Haderner Stern (metrostation)
Haderner Stern is een metrostation in de wijk Hadern van de Duitse stad München. Het station werd geopend op 22 mei 1993 en wordt bediend door lijn U6 van de metro van München.